# Tosa Mitsuyoshi
Tosa Mitsuyoshi (土佐 光吉), nom familier : Gyōbu, nom de pinceau : Ky ūyoku, né en 1539 et mort en 1613, est un peintre japonais des XVIe et XVIIe siècles.

## Biographie
Au XVIe siècle, les troubles sociaux rendent de plus en plus précaire l'existence des Tosa à Kyōto et, à la mort de Mitsumoto lors d'une bataille en 1569, Mitsuyoshi, fils de Tosa Mitsumochi, petit-fils de Tosa Mitsunobu et frère cadet de Tosa Mitsumoto, perd le contact avec le Bureau de peinture (e-dokoro) impérial et shogunal et doit s'installer à Sakai, port commercial près d'Osaka, et se placer sous le patronage de riches marchands.

## Style et technique
Obligé parfois de faire des projets pour l'école rivale des Kanō, il lui transmet la technique des coloris du yamato-e. Il subsiste peu d'œuvres de Mitsuyoshi, mais son style minutieux, est bien représenté par l'album du Roman de Gengi (Kyōto National Museum). L'illustration de cet album devient par la suite la spécialité des artistes Tosa.

## Œuvres connues

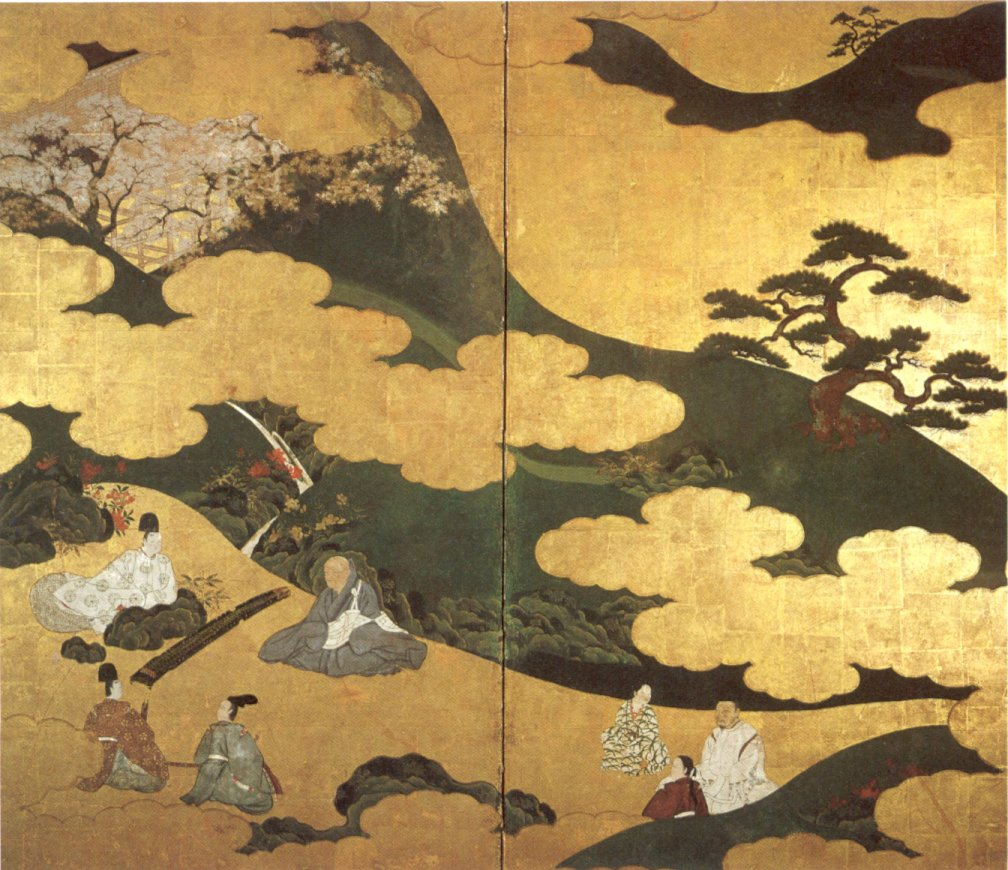
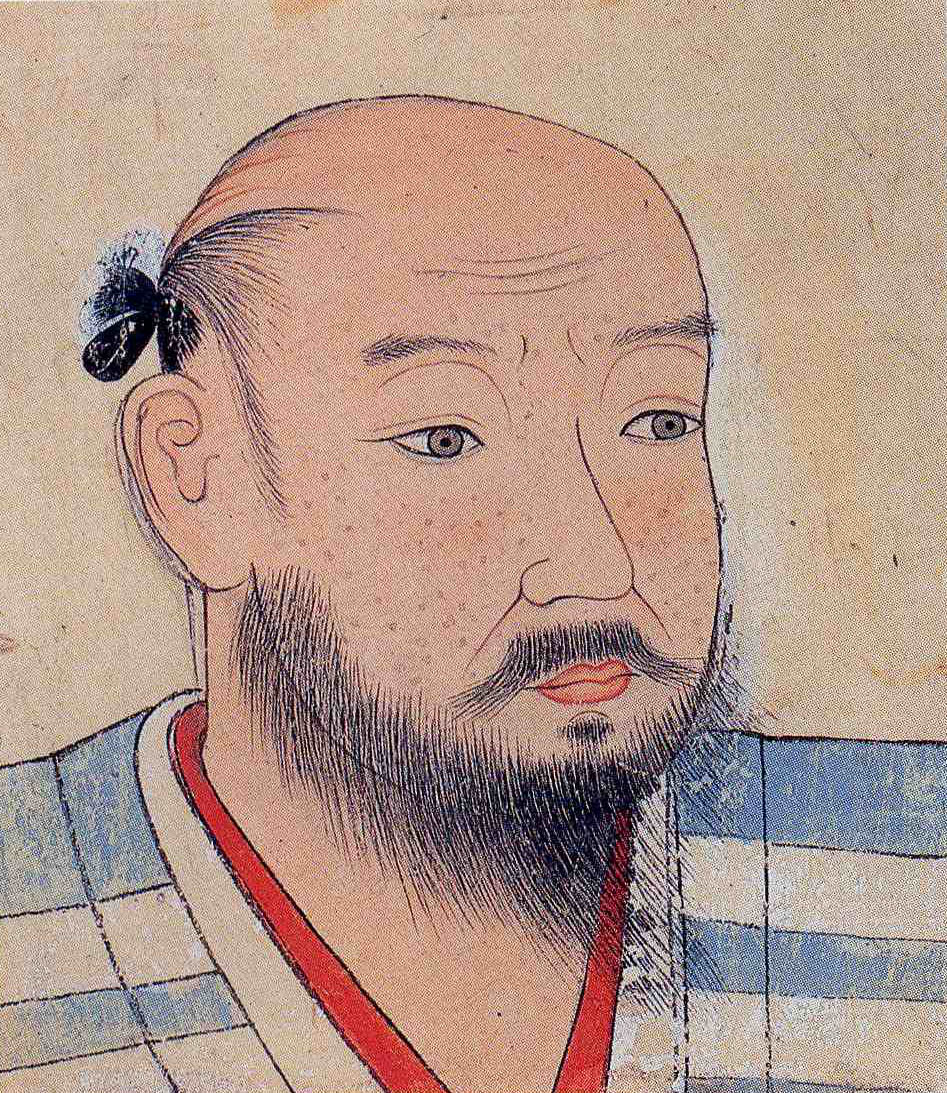